# Lago Sagrado (Delos)
El Lago Sagrado es un antiguo lago de la isla de Delos, en Grecia. Formaba parte de la zona sagrada de Delos y fue el lugar donde, según el mito, Leto dio a luz a Apolo. En la actualidad, el lago está desecado y forma parte del yacimiento arqueológico de Delos, declarado Patrimonio de la Humanidad por la Unesco.
En la esquina suroeste del lago había una palmera sagrada, a cuyos pies se creía que Leto había dado a luz a Apolo y, según algunos mitos, a su hermana Artemisa. Una gran palmera sigue plantada en el mismo lugar. Cerca de la palmera se levantaba el Templo de Leto. En el lado oeste del lago se encuentra la llamada Terraza de los Leones, que estaba decorada con una larga fila de estatuas de leones. Entre esta y el lago discurre la llamada Calle de los Leones. En el lado norte y noroeste del lago había numerosos edificios residenciales ornamentados del período helenístico, el más famoso de los cuales es la llamada Casa del Lago.  En el lado sur del lago se construyó el Ágora de los italianos.
Originalmente, el lago era casi perfectamente redondo. Cuando se construyeron las urbanizaciones cercanas en la época helenística, la calle de los Leones que conduce al puerto se ensanchó y el lago redujo su tamaño a su forma oval actual. En 1925, arqueólogos franceses que excavaban en Delos drenaron el lago para evitar la propagación de la malaria, una enfermedad transmitida por mosquitos. Hoy, el lago es una zona verde que destaca del resto del entorno.

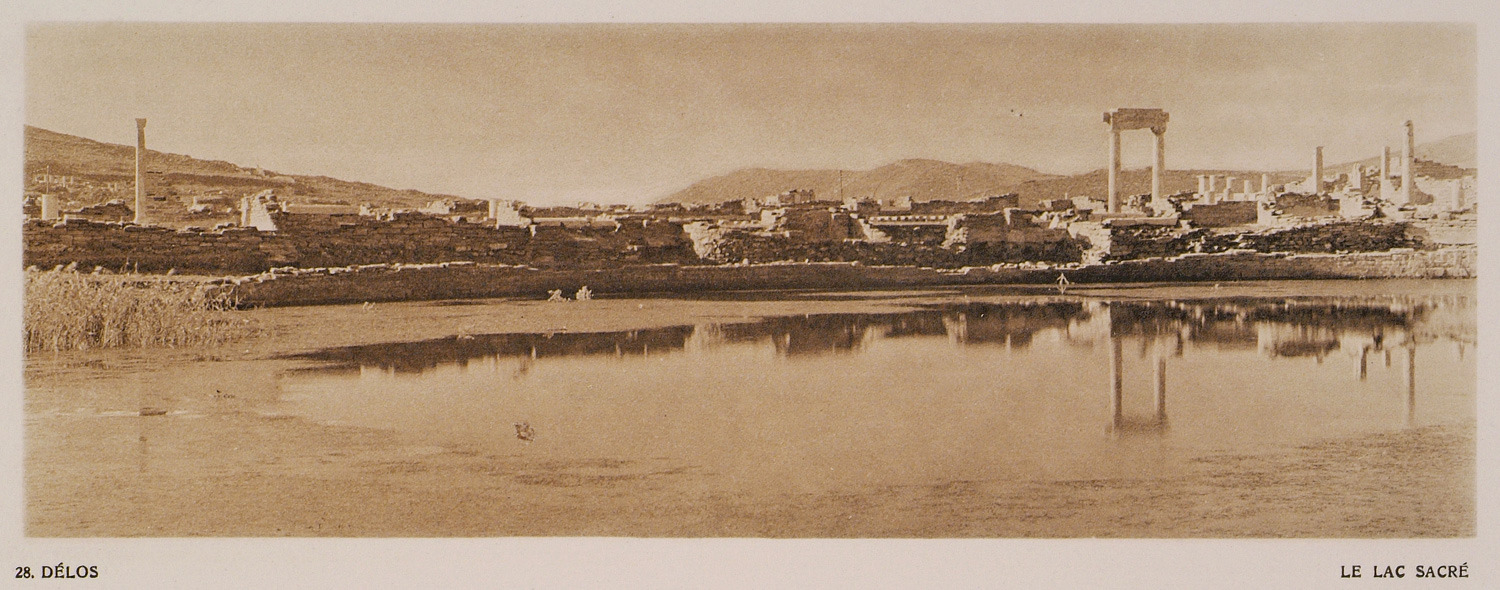
El Lago en 1919, antes del drenaje.